# 진정 (배우)
진정(중국어: 陳靜, 영어: Dada Chan, 1989년 3월 22일 ~ )는 홍콩의 배우이자 모델이다.

## 소개
모델로 활동했을 때 주로 광고 활동하면서 E컵에 달한 명품 몸매로 알려져 “백과원(음료 이름)E신”라는 별명이 있다. 홍콩가수 진백우와 도지백과원음료 광고 찍으면서 명성을 얻었다.
2012년 두문택과 정중기와 함께 <저속희극>에 출연해 제49회 대만 금마상 여자 조연배우상 후보로 올리고 언론들의 예상을 깨고 제32회 홍콩 금상장 영화제 여우 조연배우상 수상되었다.
또한 제32회 홍콩 금상장 영화제 여우 조연배우상 수상했다.

## 은퇴사건
2013년 8월 8일 밤, 진정은 웨이보에서 “삶이 힘들고 사람들의 말이 무섭다”는 글을 올리고 가족, 정서, 건강과 연애에 대한 문제로 인해 연예계 은퇴하기로 했다. 갑작스럽게 벌어진 일이라 소속회사도 진정을 찾을 수 없어 500만 홍콩 달러 (약 7억원)의 위약금을 내야할 지경이 된다. 그리고 8월29일은 진정이 출연한 영화 <하드코어 코미디> 개봉으로 다른 출연자들에게 홍보를 맡겨야 했다. 진정은 8월10일에 펑하오샹 감독의 새로운 영화에 카메오로 촬영해서 은퇴선언에 대한 의심을 받게 되었다. 그 후에 상영된 영화 <쾌락지구 3>의 여주인공이던 진정은 2011년 미스 홍콩 미 위트니 허로 대체된다.

## 복귀 선언
2013년 10월 31일 아침, 진정은 홍콩국제공항에서 언론에게 연예계 복귀를 선언해 소속회사와 재계약한다.

## 영화
| 연도   | 제목                 | 역할   | 비고                     |
| ------ | -------------------- | ------ | ------------------------ |
| 2011   | 《조성 오피스》      | 지현   |                          |
| 2011   | 《쾌락지구》         | 캣     |                          |
| 2012   | 《저속희극》         | 서가은 |                          |
| 2012   | 《디어스맨》         |        | 미니 영화 시즌1          |
| 2013   | 《비호출정》         | 진소정 | 까메오                   |
| 2013   | 《하드코어 코미디》  | 문     | 독버섯이 사랑을 갈구한다 |
| 2013   | 《미리야》           |        | 진과 감독                |
| 2014   | 《홍콩자》           | 소바   |                          |
| 2014   | 《작전명: 제트스톰》 | 엔젤   |                          |
| 2014   | 《당백호가 날다》    | 석류   |                          |
| 2015   | 《길성고조2015》     | 백벽벽 |                          |
| 2015   | 《12진야》           | 결아   |                          |
| 2015   | 《부화연》           | 섹시   |                          |
| 2018   | 《루시드 드림》      | (희)   |                          |
| 미개봉 | 《모카 행동》        | 맹소령 |                          |
| 미개봉 | 《송화호를 만난다》  | 안이비 |                          |

## 음악

### 노래
- 진정 《사랑을 믿는다》

### 뮤직비디오
- 진백우 《I MISS YOU》

## 호스트
- 2008년 아시아 TV (aTV) 《바로접속》

## 패션쇼
- 2011년 《토쿄 걸스 어워드》
- 2012년 《토쿄 걸스 콜렉션》
- 2012년 《피치 존》
- 2013년 《퍼》

## 기타
- 아이폰 앱 – 홍콩 버전 《미인시계》

## 광고

### TV CF
- 도지 백과원
- 워터2
- 스파 콜렉션 2011, 2012
- 프리&프리 샴푸
- 허시 초콜릿
- 소니 T2 카메라
- 연방레스토랑 결혼식 잔치 편
- 강촌 스시
- 타카야마 마스크 팩
- 스탠다드차타드은행 신용카드

### 평면광고
- 비오템
- 홍콩인애병원미용부
- 홍콩 자키 클럽
- 초희 – 양목영
- 중국 대륙 백기미 패션

## 수상기록

### 영화
| 연도 | 시상식                    | 상 이름         | 드라마/영화 제목 | 역할   | 결과 |
| ---- | ------------------------- | --------------- | ---------------- | ------ | ---- |
| 2012 | 제49회 대만 금마상 영화제 | 여우 조연배우상 | 《저속희극》     | 서가은 | 후보 |
| 2013 | 제32회 홍콩 금상장 영화제 | 여우 조연배우상 | 《저속희극》     | 서가은 | 수상 |

### 그 밖의 수상기록
- 2012 - TC캔들러 전세계 제일 예쁜 얼굴 100명 중 44위
- 2010 – 페이스 매거진 BSX 패션피플 대상
- 2010 – 페이스 매거진 핫 페이스
- 2010 – 힘 매거진 인기 섹시걸 상
- 2010 – 제1회 품매 P+2010년도 신인상
- 2010 – 미공 MOKO! 2010년도 “오스카”뉴 페이스 50강